# Râul Tincușa
Râul Tincușa este un curs de apă, un afluent de dreapta al râului Pleșca, Talna din județul Satu Mare, România. 